# Puntos de vista cristianos sobre la Antigua Alianza

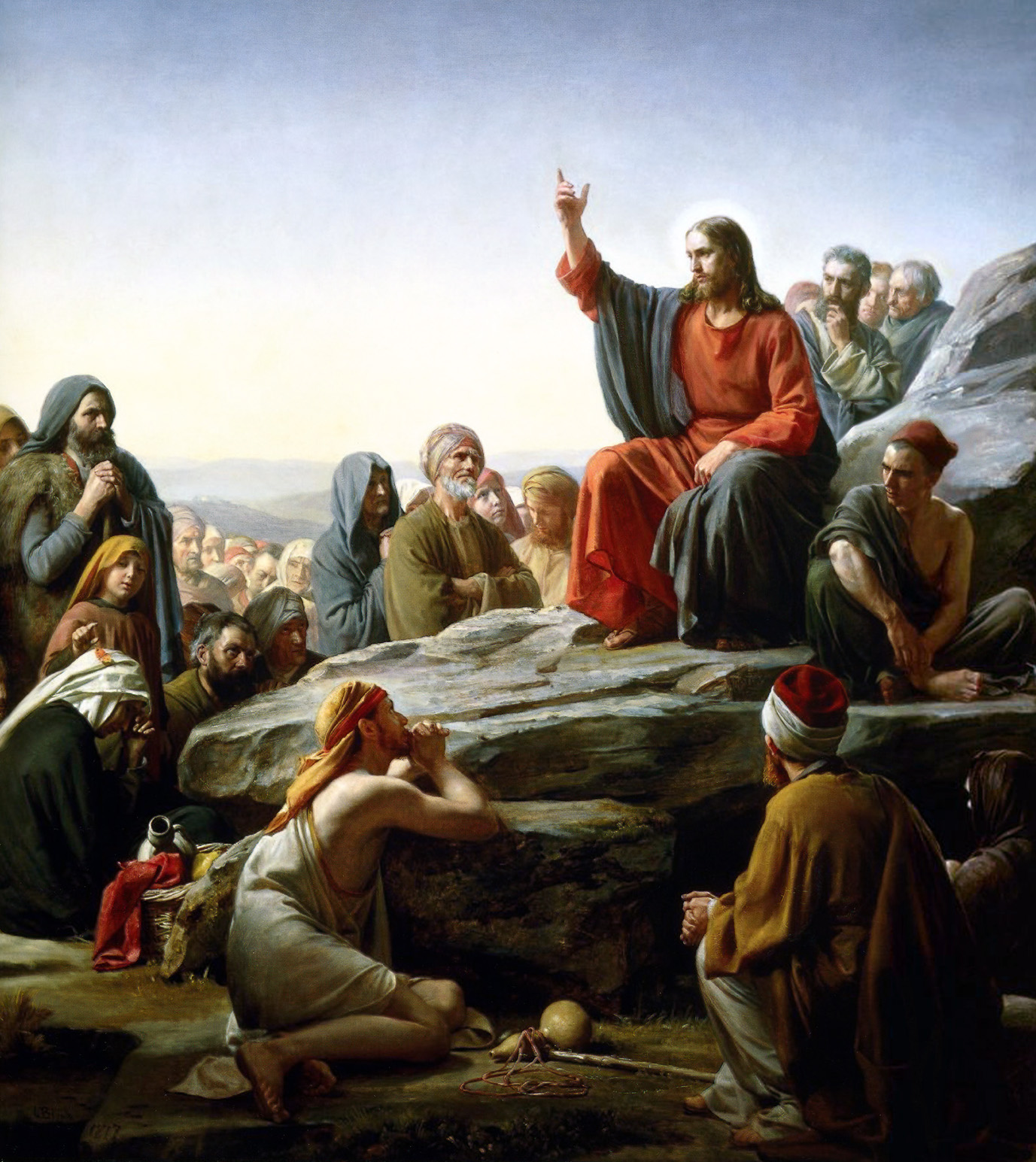
Una representación del Sermón de la Montaña, en el que Jesús comentó la Antigua Alianza. Pintura de Carl Heinrich Bloch, pintor danés, fallecido en 1890.

El Pacto mosaico o Ley de Moisés – , que los cristianos suelen llamar «Antigua Alianza» en contraposición al Nueva Alianza) –  desempeñó un papel importante en los orígenes del cristianismo y ha sido motivo de serias disputas y controversias desde los inicios del cristianismo: véase, por ejemplo, la enseñanza de la Ley de Jesús durante su Sermón de la Montaña y la controversia de la circuncisión en el cristianismo primitivo.
Algunos Judíos rabínicos afirman que Moisés presentó las leyes religiosas judías al pueblo judío y que esas leyes no se aplican a los gentiles (incluidos los cristianos), con la excepción de las siete leyes de Noé que, según las enseñanzas rabínicas, se aplican a todas las personas.
La mayoría de los cristianos (incluidos los católicos, los luteranos y los cristianos reformados) creen que, de la Antigua Alianza, solo son aplicables las partes que tratan de la ley moral (en contraposición a la ley ceremonial) (cf. teología del pacto), una minoría cree que ninguna es aplicable (cf. Dispensacionalismo), y los teólogos del doble pacto creen que la Antigua Alianza sigue siendo válido solo para los judíos. Los judíos mesiánicos sostienen que todas las partes siguen siendo aplicables a los creyentes en Jesús y en la Nueva Alianza.

## Puntos de vista católicos y ortodoxos

### Católica

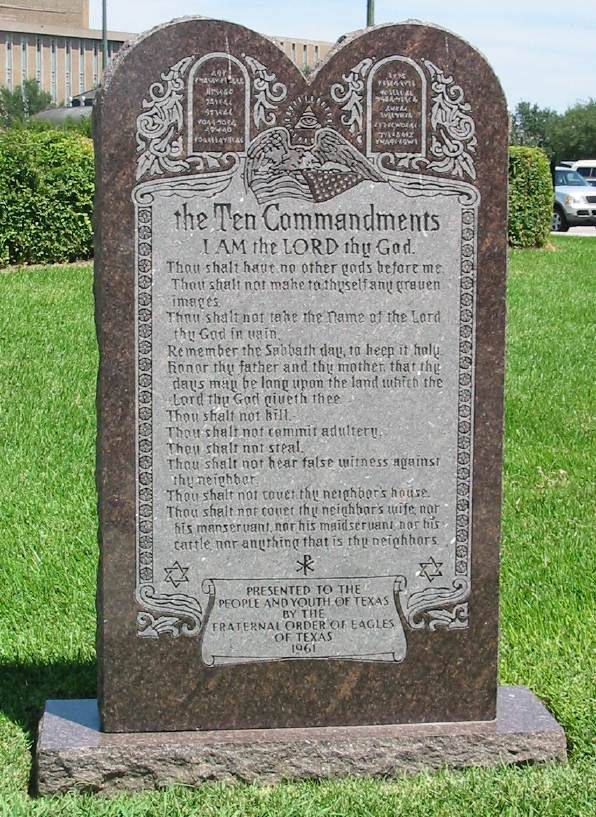
Los Diez Mandamientos en un monumento en los terrenos del Capitolio del Estado de Texas, que incluye: «Acuérdate del día del sábado, para santificarlo».

El teólogo Tomás de Aquino explicó que hay tres tipos de preceptos bíblicos: morales, ceremoniales y judiciales. Sostiene que los preceptos morales son permanentes, ya que existían incluso antes de que se diera la Ley, y que forman parte de la ley de la naturaleza. Los preceptos ceremoniales (la «ley ceremonial», que se ocupa de las formas de adorar a Dios y de la limpieza ritual) y los preceptos judiciales (como los de Éxodo 21) surgieron solo con la Ley de Moisés y fueron solo temporales. Los mandamientos ceremoniales fueron «ordenados para el culto divino y para presagiar a Cristo». Por consiguiente, con la llegada de Cristo dejaron de ser vinculantes, y observarlos ahora equivaldría, según Tomás de Aquino, a declarar falsamente que Cristo aún no ha venido, lo que para los cristianos es un pecado mortal.
Sin embargo, aunque las leyes judiciales dejaron de ser vinculantes con la llegada de Cristo, no era pecado mortal hacerlas cumplir. Aquino dice: «Si un soberano ordenara que se observaran estos preceptos judiciales en su reino, no pecaría». Aunque Aquino creía que los detalles de las leyes judiciales del Antiguo Testamento ya no eran vinculantes, enseñaba que los preceptos judiciales contenían principios universales de justicia que reflejaban la ley natural. Por ello, algunos estudiosos se refieren a sus opiniones sobre el gobierno como «teonomía de la equidad general».
A diferencia de los preceptos ceremoniales y judiciales, los mandamientos morales siguen siendo vinculantes y se resumen en los Diez Mandamientos (aunque la asignación del sábado como día de descanso semanal es ceremonial). El Catecismo de la Iglesia Católica afirma:

2068. El Concilio de Trento enseña que los Diez Mandamientos son obligatorios para los cristianos y que el hombre justificado sigue estando obligado a cumplirlos; el Concilio Vaticano II lo confirma: «Los obispos, sucesores de los apóstoles, reciben del Señor [...] la misión de enseñar a todas las naciones y de predicar el Evangelio a toda criatura, para que todos los hombres alcancen la salvación mediante la fe, el bautismo y la observancia de los mandamientos».

2070. Los Diez Mandamientos pertenecen a la revelación de Dios. Al mismo tiempo, nos enseñan la verdadera humanidad del hombre. Ponen de manifiesto los deberes esenciales y, por lo tanto, indirectamente, los derechos fundamentales inherentes a la naturaleza de la persona humana. El Decálogo contiene una expresión privilegiada de la ley natural: «Desde el principio, Dios había implantado en el corazón del hombre los preceptos de la ley natural. Luego se contentó con recordárselos. Este fue el Decálogo»
2072. Al expresar los deberes fundamentales del hombre hacia Dios y hacia el prójimo, los Diez Mandamientos revelan, en su contenido primordial, obligaciones graves. Son fundamentalmente inmutables y obligan siempre y en todas partes. Nadie puede dispensar de ellos. Los diez mandamientos están grabados por Dios en el corazón humano.

La Iglesia católica enseña que los Apóstoles instituyeron la celebración religiosa del domingo sin transferirle las obligaciones ceremoniales asociadas con el sábado judío, La elección del último día de la semana (el sábado) y las normas sobre la manera precisa de santificar ese día se consideran preceptos ceremoniales, como los relativos a la abstinencia de comer carne de cerdo o de tener relaciones sexuales con una mujer durante su período menstrual. Aunque más tarde algunas de estas obligaciones se asociaron al domingo, no sin oposición dentro de la Iglesia. La Iglesia Católica Romana aplica así al domingo, el Día del Señor, el tercer mandamiento. La numeración católica romana y luterana de los Diez Mandamientos, que a menudo se abrevia con fines catequéticos, difiere de la seguida por otros protestantes.

### Ortodoxos orientales
En el cristianismo ortodoxo, el Antiguo Testamento sigue siendo un «libro cerrado» para muchos. Se cree que la Iglesia Ortodoxa lee el Antiguo Testamento en un sentido alegórico y tipológico.
Por ejemplo, en el Salmo 137, se pronuncia una bendición sobre cualquiera que se vengue de los enemigos de Israel «estrellando sus hijos contra las rocas», pero aquí está el nuevo significado de ese pasaje: «los hijos son esos pensamientos pecaminosos y molestos, los primeros comienzos y las primeras tentaciones del mal; uno los somete golpeándolos contra la fuerza firme y sólida de la verdad».
El Antiguo Testamento se afirma en su nuevo significado.

## Puntos de vista protestantes clásicos

### Luteranos

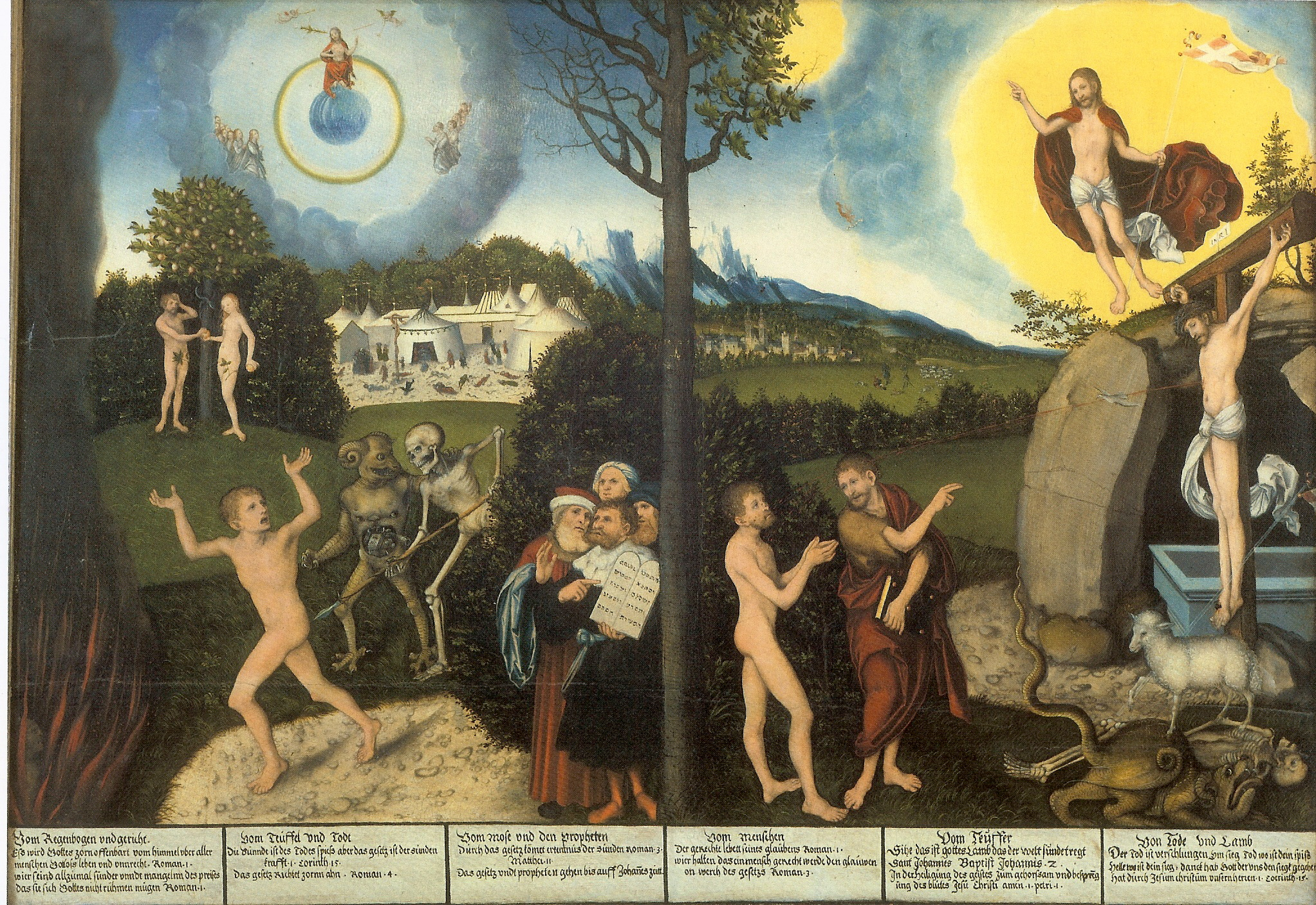
“”Ley y Gracia“” (c. 1529), de Lucas Cranach el Viejo, luterano. El lado izquierdo del árbol ilustra la «ley», mientras que el lado derecho ilustra la «gracia».

Las Iglesias luteranas dividen la Ley mosaica en tres componentes: (1) la ley moral, (2) la ley civil y (3) la ley ceremonial. Mientras que la ley civil era aplicable a la teocracia de Israel y la ley ceremonial era aplicable hasta la llegada de Jesús, la ley moral contenida en los Diez Mandamientos sigue vigente hoy en día para los cristianos.

### Reformistas

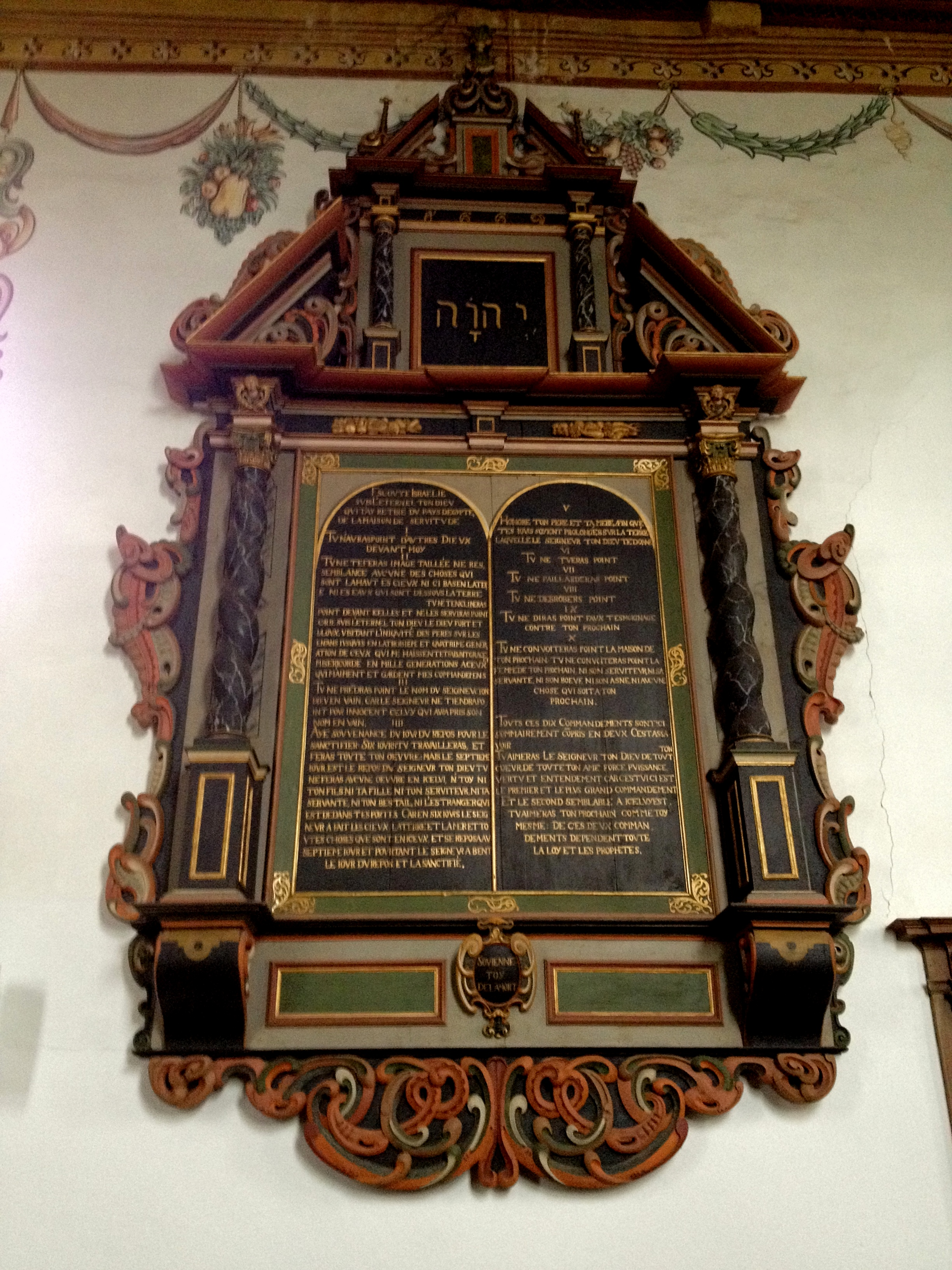
El decálogo de la iglesia reformada de Ligerz, Suiza

La visión de las iglesias reformadas o calvinismo, conocida como teología del pacto, es similar a la visión católica romana en cuanto a que la ley mosaica continúa vigente bajo la Nueva Alianza, aunque declara que algunas partes de ella han «caducado» y ya no son aplicables. La Confesión de fe de Westminster (1646) divide las leyes mosaicas en tres categorías: morales, civiles y ceremoniales. Según los Teólogos de Westminster, solo las leyes morales de la Ley mosaica, que incluyen los Diez Mandamientos y los mandamientos repetidos en el Nuevo Testamento, se aplican directamente a los cristianos de hoy en día. Las leyes ceremoniales, según este punto de vista, incluyen las normas relativas a la limpieza ceremonial, las fiestas, la dieta y el sacerdocio levítico.

### Anglicanos y metodistas
La teología anglicana y metodista con respecto al Antiguo Pacto se expresa en sus declaraciones históricas definitorias conocidas como los Treinta y nueve artículos y los Veinticinco artículos de religión, respectivamente.
El artículo VII de los 39 artículos de la Iglesia de Inglaterra, así como el artículo VI de los 25 artículos metodistas, especifican únicamente que los cristianos están obligados a cumplir los «mandamientos que se denominan morales», pero no las leyes ceremoniales, rituales o civiles de los «leyes de Moisés».

## Puntos de vista del protestantismo moderno

### Dispensacionalismo
Como sistema teológico, el dispensacionalismo tiene sus raíces en los escritos de John Nelson Darby (1800-1882) y el Movimiento de los Hermanos, pero nunca se ha definido formalmente e incorpora varias variantes. Los dispensacionalistas dividen la Biblia en un número variable de dispensaciones o edades separadas. Los dispensacionalistas tradicionales creen que solo el Nuevo Testamento se aplica a la iglesia actual, mientras que los hiperdispensacionalistas creen que solo se aplica la segunda mitad del Nuevo Testamento, a partir de la mitad de los Hechos o del capítulo 28 de los Hechos.
Wayne G. Strickland, profesor de teología en la Multnomah University, afirma que su visión dispensacionalista (no necesariamente «la visión dispensacionalista») es que «la era de la iglesia ha dejado sin efecto la ley».
Esta visión sostiene que las leyes mosaicas y las penas asociadas a ellas se limitaban al contexto histórico y teológico particular del Antiguo Testamento. Según esta visión, la Ley fue dada a Israel y no se ha aplicado desde la era de la Nueva Alianza.
La Ley mosaica es sustituida por la «Ley de Cristo», que, sin embargo, presenta similitudes evidentes con la Ley mosaica en cuestiones morales, pero es nueva y diferente, y sustituye a la Ley original. A pesar de esta diferencia, los dispensacionalistas tratan de encontrar principios morales y religiosos aplicables hoy en día en la Ley mosaica.